# Sciaphilini
Tribu
Sciaphilini est une tribu de coléoptères de la famille des Curculionidae et de la sous-famille des Entiminae.

## Genres
- Amicromias Reitter, 1913
- Barypeithes Jacquelin du Val, 1854
- Brachysomus Schönherr, 1826
- Chiloneus Schoenherr, 1842
- Chilonorrhinus Reitter, 1915
- Chionostagon Alonso-Zarazagan, 1988
- Eusomatus Krynicki, 1834
- Eusomus Germar, 1824
- Foucartia Jacquelin du Val, 1854
- Mylacomorphus F.Solari 1948
- Paophilus Aust, 1890
- Pleurodirus D'Amore-Fracassi, 1907
- Pseudoptochus Formánek, 1905
- Sauromates Korotyaev, 1992
- Sciaphilomorphus Alonso-Zarazaga & Lyal 1999
- Sciaphilus Schönherr, 1823
- Sciaphobus K.Daniel, 1904
- Stasiodis Gozis, 1886